# Halcampa abtaoensis
Halcampa abtaoensis is een zeeanemonensoort uit de familie Halcampidae.
Halcampa abtaoensis is voor het eerst wetenschappelijk beschreven door Carlgren in 1959.